# Викторовка (Минская область)
Викторовка (бел. Віктораўка) — деревня в Червенском районе Минской области Беларуси. Входит в состав Рованичского сельсовета.

## Географическое положение
Расположена в 32 километрах к северо-востоку от Червеня, в 92 км от Минска.

## История
В письменных источниках впервые упоминается в XVIII веке. На 1800 год деревня в составе Игуменского уезда Минской губернии и являлась шляхетской собственностью, здесь было 2 двора и 14 жителей. На начало XX века урочище в составе Беличанской волости, насчитывавшее 2 двора и 10 жителей. На 1917 год застенок в 3 двора, где жили 17 человек. С февраля по декабрь 1918 года деревня была оккупирована немцами, с августа 1919 по июль 1920 — поляками. 20 августа 1924 года она вошла в состав вновь образованного Рованичского сельсовета Червенского района Минского округа (с 20 февраля 1938 — Минской области). В 1930 году в деревне был организован колхоз «Комбайн», на 1932 год в его состав входили 32 крестьянских двора. Во время Великой Отечественной войны деревня была оккупирована немецко-фашистскими захватчиками в начале июля 1941 года. С фронта не вернулись 6 её жителей. Освобождена 2 июля 1944 года. На 1960 год население деревни составило 81 человек. В 1966 году в черту Викторовки была включена соседняя деревня Максимовка[уточнить]На картах 1930-х—1950-х никакая Максимовка вблизи Викторовки не отмечена. В 1980-е годы Викторовка относилась к совхозу «Краснодарский». На 1997 год здесь было 11 домов 21 житель. На 2013 год 4 круглогодично жилых дома, 6 постоянных жителей.

## Население
- 1800 — 2 двора, 14 жителей
- 1897 —
- 1908 — 2 двора, 10 жителей
- 1917 — 3 двора, 17 жителей
- 1926 —
- 1960 — 81 житель
- 1997 — 11 дворов, 21 житель
- 2013 — 4 двора, 6 жителей